# توکوفریل استات
توکوفریل استات (به انگلیسی: Tocopheryl acetate) با فرمول شیمیایی C31H52O3 یک ترکیب شیمیایی با شناسه پاب‌کم 4284 است. که جرم مولی آن ۴۷۲٫۷۴۳ گرم بر مول می‌باشد. 